# Beshara al-Khoury
Beshara Khalil al-Khoury (Arabisch: بشارة الخوري) (Aley, 10 augustus 1890 – Beiroet, 11 januari 1964) was een Libanees politicus.

## Opleiding en vroege carrière
Beshara al-Khoury was een maronitisch christen. Hij studeerde rechten in Beiroet en Parijs. Daarnaast haalde hij een academische graad in de Arabische taal. Na de Eerste Wereldoorlog werd hij raadsheer aan het gerechtshof te Beiroet. Daarnaast werd hij in de Nationale Vergadering (Libanees parlement) gekozen. In de jaren 20 was hij minister van Onderwijs. Toen de Fransen (Libanon was een Frans Mandaatgebied) de grondwet van Libanon opschortte, richtte het Constitutioneel Blok op. Hij werd voorzitter van het Constitutioneel Blok, een van de twee losse groeperingen in het parlement. De partij streefde naar onafhankelijkheid van Frankrijk (Libanon was een Frans Mandaatgebied) en nauwe samenwerking tussen christenen en moslims. De andere groepering in het parlement, de Unionistische Partij (later Nationaal Blok Partij geheten) van Émile Eddé was pro-Frans en streefde naar christelijke hegemonie. Tussen Khoury en Eddé ontstond een grote persoonlijke rivaliteit.
Beshara al-Khoury werd voorzitter van de Senaat en was van 5 mei 1927 tot 10 augustus 1928 en van 9 mei 1929 tot 11 oktober 1929 premier. In 1936 werd Khoury verslagen bij de presidentsverkiezingen. Zijn rivaal Émile Eddé werd tot president van Libanon gekozen.

## Nationaal Pact en onafhankelijkheid
Beshara al-Khoury voerde aan de vooravond van de Libanese onafhankelijkheid gesprekken met Riad as-Solh, een andere nationalistische leider en een soennitische moslim. Khoury en as-Solh kwamen overeen dat Libanon een onafhankelijke republiek moest worden. Khoury beloofde namens de Maronieten dat de republiek geen nauwe toenadering zou zoeken tot de westerse wereld, terwijl as-Solh namens de (soennitische) moslims beloofde het idee van een Arabische staat zouden laten varen. Bovendien werd door de twee heren besloten dat de president van de republiek altijd een maronitische christen moest zijn, de premier altijd een soennitische moslim moest zijn en de parlementsvoorzitter altijd een sjiitische moslim moest zijn. Deze mondelinge overeenkomst kreeg de naam Nationaal Pact (al-Mithaq al-Watani) en bleef tot het Akkoord van Ta'if (1989) van kracht. Opvallend is dat andere confessionele groeperingen (o.a. sjiieten en druzen) niet betrokken waren bij de totstandkoming van het Pact. Khoury vormde de Ad-Dastour Partij (Constitutionele Part) en werd op 21 september 1943 tot president van Libanon gekozen. Om zijn nationalistische opstelling werd Khoury op 11 november 1943 door de Vrije Fransen gearresteerd en samen met andere nationalistische leiders zoals as-Solh, Pierre Gemayel en Camille Chamoun opgesloten in het Reshaya Kasteel. De Vrije Fransen benoemden Émile Eddé tot president. Na 11 dagen, op 22 november, werden hij en zijn medegevangenen vrijgelaten en kon Khoury het ambt van president hernemen. De Fransen erkenden de Libanese onafhankelijkheid.

## Presidentschap
Tijdens Khoury's presidentschap maakte Libanon een economische bloei door. De Arabisch-Israëlische Oorlog van 1948, toen Libanon aan de zijde van de Arabische staten tegen de nieuwe Staat Israël vocht, was het begin van een economische recessie. Na de oorlog kwamen 100.000 Palestijnse vluchtelingen naar Libanon. Vooral in christelijke kringen was men niet blij met de opname van de (voornamelijk) islamitische Palestijnen, omdat het percentage van moslims in Libanon steeg en de legitimatie van christelijke suprematie onder druk kwam te staan. In 1948 liet Khoury de grondwet wijzigen waarna er presidentsverkiezingen werden gehouden die door Khoury werden gewonnen. Velen twijfelden echter aan het democratische gehalte van de verkiezingen.
De corruptie van de overheid in Libanon nam toe en Khoury werd hiervoor verantwoordelijk gehouden. In september 1952 werd Khoury ten val gebracht door generaal Foead Shehab en de parlementaire oppositie (geleid door Kamal Jumblatt). Shehab werd interim-president, maar werd op 23 september 1952 opgevolgd door Camille Chamoun.
Na zijn aftreden schreef Khoury een driedelige autobiografie waarin hij trachtte zichzelf te rehabiliteren.

## Familie
Twee zonen van Beshara al-Khoury maakten een politieke carrière in Libanon:
- Khalil al-Khoury, voormalig minister onder Foead Shehab (1958-1964). Tijdens door hem georganiseerde diners werden vele politieke conflicten opgelost;
- Michel al-Khoury, voormalig minister van Informatie (1967), presidentskandidaat. Hij steunt de Qornet Shehwan Vergadering (politieke partij).

Andere familieleden:
- Nayla Issa al-Khoury (°1940), beter bekend als Nayla Moawad, weduwe van ex-president René Moawad (†1989), parlementslid (1991-), lid van de anti-Syrische oppositie.

## Trivia
- In Beiroet is een groot plein vernoemd naar Beshara al-Khoury.